# Cheiracanthium furax
Cheiracanthium furax là một loài nhện trong họ Miturgidae.
Loài này thuộc chi Cheiracanthium. Cheiracanthium furax được Ludwig Carl Christian Koch miêu tả năm 1873.